# Einar Þór Einarsson
Einar Þór Einarsson, född 1970, är en isländsk friidrottare, främst sprinter på nationell elitnivå. Einarsson har det isländska rekordet på 60 meter med tiden 6,80, ett resultat han gjorde i Malmö den 6 februari 1993 (rekordet ännu gällande 1 september 2009). På 50 meter har han klockats på 5,6 sekunder, en tid som, om man accepterar resultat med en decimals noggrannhet, räcker till isländskt rekord delat med Vilmundur Vilhjálmsson.